# Kithson Bain
Kithson Anthony Bain (ur. 26 maja 1982) – piłkarz grenadyjski grający na pozycji napastnika. Od 2011 roku jest zawodnikiem klubu Carolina RailHawks.

## Kariera klubowa
Karierę piłkarską Bain rozpoczął w klubie Anchor Queen's Park Rangers. W 2001 roku zadebiutował w jego barwach w pierwszej lidze grenadyjskiej. W 2002 roku wywalczył z nim mistrzostwo kraju. W 2003 roku odszedł do drużyny Ball Dogs i grał w niej do końca 2008 roku.
W 2009 roku Bain wyjechał do Anglii i został zawodnikiem klubu Kettering Town. Rozegrał w nim 2 mecze w rozgrywkach Conference, a w trakcie sezonu odszedł do Tranmere Rovers z Football League One, w którym wystąpił 10 razy. W 2010 roku wrócił do Grenady i do końca roku grał w Anchor Queen’s Park Rangers. W 2011 roku został zawodnikiem zespołu Carolina RailHawks ze Stanów Zjednoczonych, grającego w North American Soccer League.

## Kariera reprezentacyjna
W reprezentacji Grenady Bain zadebiutował w 2002 roku. W 2009 roku zagrał w 2 meczach Złotego Pucharu CONCACAF 2009: ze Stanami Zjednoczonymi (0:4) i z Haiti (0:2). W 2011 roku został powołany do kadry na Złoty Puchar CONCACAF 2011.